# Legislația drepturilor de autor a Uniunii Europene
Legislația drepturilor de autor a Uniunii Europene constă dintr-un număr de directive, pe care statele membre sunt obligate să le transpună în legislațiile lor naționale, și prin hotărâri ale Curții Europene de Justiție. Directivele UE sunt adoptate pentru armonizarea legislației din statele membre ale Uniunii Europene.

## Istoric
Încercările de armonizare a legislației drepturilor de autor în Europa datează începând de la semnarea Convenției de la Berna pentru protejarea operelor literare și artistice din 9 septembrie 1886: toate statele membre ale Uniunii Europene sunt semnatare ale Convenției de la Berna, , iar conformarea cu dispozițiile ei este acum obligatorie înainte de aderare. Primul pas major pe care l-a făcut Comunitatea Economică Europeană pentru armonizarea legislației dreptului de autor a fost decizia de a aplica un standard comun pentru protecția drepturilor de autor pentru programele informatice, transpusă în Directiva cu privire la programele de calculator din 1991. Un termen comun de protecție a drepturilor de autor, 70 de ani de la moartea autorului, a fost stabilită în 1993 prin Directiva 93/98/EEC.
Punerea în aplicare a directivelor privind dreptul de autor a fost mult mai controversată decât pentru cea a directivelor referitoare la alte subiecte, după cum se poate observa din cele șase hotărâri privind neimplementarea directivei privind drepturile de autor. În mod tradițional, legile privind drepturile de autor variază considerabil între statele membre, în special între jurisdicțiile de drept comun (Cipru, Irlanda, Malta și Marea Britanie) și jurisdicțiile de drept civil. Modificările în ceea ce privește legislația drepturilor de autor au devenit, de asemenea, legate de protestele împotriva Organizației Mondiale a Comerțului și a globalizării în general.

### Tratate
- Berne Convention for the Protection of Literary and Artistic Works Arhivat în 11 septembrie 2012, la Wayback Machine. (from WIPO)
- Rome Convention for the Protection of Performers, Producers of Phonograms and Broadcasting Organisations Arhivat în 10 iunie 2007, la Wayback Machine.
- Agreement on Trade-Related Aspects of Intellectual Property Rights (from WTO)
- WIPO Copyright Treaty Arhivat în 24 iunie 2006, la Wayback Machine. (from WIPO)
- WIPO Performers and Phonograms Treaty Arhivat în 30 iulie 2012, la Wayback Machine. (from WIPO)